# Gunnar Modin
Gunnar Erik Adam Modin, född 27 mars 1895 i Linsäll, Härjedalen, död 26 juli 1953 i Multrå, Västernorrlands län, var en svensk hembygdsforskare, fotograf och målare.
Han var son till komministern fil. dr. Erik Modin och Helena Kjellerstedt. Modin arbetade först som fotograf men övergick senare till konstnärlig verksamhet och bedrev självstudier under ett flertal resor utomlands. Han medverkade i samlingsutställningar i Sollefteå och Umeå. Samtidigt med sitt skapande biträdde han sin far i dennes hembygdsforskning och utgav tillsammans med Eric Festin en bibliografi över faderns skrifter. Som hembygdsforskare hade han stora samlingar av lappländska kulturföremål och han hittade även den berömda Tåsjöskidan. Bland hans egna skrifter märks På skidor från Marsfjäll till Susendalen som utgavs 1922. 